# Нёримъях
Нёримъях (Нерум-Ях) — река в Томской области России. Устье реки находится в 201 км по левому берегу реки Ларьёган. Длина реки составляет 10 км.

## Данные водного реестра
По данным государственного водного реестра России относится к Верхнеобскому бассейновому округу, водохозяйственный участок реки — Обь от впадения реки Васюган до впадения реки Вах, речной подбассейн реки — Васюган. Речной бассейн реки — (Верхняя) Обь до впадения Иртыша.